# Tons de cantonais

Les six contours de tons (ou tons linguistiques) types

Au sujet du nombre de tons de cantonais, la vue chinoise classique n'est pas d'accord avec la linguistique. Dans le monde cantonais on généralement considère aujourd'hui que le cantonais standard possède neuf tons avec six contours de ton distincts (九聲六調, cantonais Jyutping : gau2 sing1 luk6 diu6), mais ce n'est pas nécessaire le cas dans les autre variantes régionales.
En linguistique les contours de tons s'appellent tout simplement les tons.

## Les quatre catégories de ton
Pour comprendre le nombre de neuf il faut savoir que, du point de vue chinoise, il existe quatre catégories de tons (四聲, cantonais Jyutping : sei3 sing1), nommées píng (平, cantonais Jyutping : ping4, « plat »), shăng (上, cantonais Jyutping : seong5, « montant »), qù (去, cantonais Jyutping : heoi3) et rù (入, cantonais Jyutping : gap6). Ces quatre catégories sont regroupées en deux supercatégories, les tons plats (平, cantonais Jyutping : ping4), qui comprend la seule catégorie de píng, et les tons obliques (仄, cantonais Jyutping : zak1), qui comprend toutes les autre catégories.
Les tons qù et rù sont généralement traduits « sortant » et « entrant ». Or, ces noms ne portent pas ces significations. En effet, les noms de tons ne portent aucune signification sauf ses valeurs tonals.
D'ici, toutes les catégories sont divisées en deux genres, le yin (陰, cantonais Jyutping : jam1) et le yang (陽, cantonais Jyutping : joeng4). En théorie, il existe donc huit tons dans n'importe quelle langue chinoise.

## Les neuf tons
Dans le cantonais, le ton rù yin est divisé en deux, donc neuf tons. Ces neuf, du point de vue chinoise, sont généralement numérotés ainsi :
| Genre | Tons plats | Tons obliques | Tons obliques | Tons obliques |
| Genre | Píng       | Shăng         | Qù            | Rù            |
| ----- | ---------- | ------------- | ------------- | ------------- |
| Yīn   | 1          | 2             | 3             | 7             |
| Yīn   | 1          | 2             | 3             | 8             |
| Yáng  | 4          | 5             | 6             | 9             |

Plusieurs systèmes de nommer ces tons existent, mais tous font référence des quatre grandes catégories de píng, shăng, qù et rù :
| Numéro | Tons classés par genre                             | Tons classés par genre                               | Tons classés par genre                                        | Tons classés par tonalité                       | Tons classés par tonalité                                |
| Numéro | Trois genres                                       | Tons rù yins classés par tonalité                    | Tons rù yins classés par tonalité                             | Tons classés par tonalité                       | Tons classés par tonalité                                |
| Numéro | Trois genres                                       | Par hauteur                                          | Par position                                                  | Par hauteur                                     | Par position                                             |
| ------ | -------------------------------------------------- | ---------------------------------------------------- | ------------------------------------------------------------- | ----------------------------------------------- | -------------------------------------------------------- |
| 1      | yīn píng 'Ton plat yin' (陰平 jam1 ping4)          | yīn píng 'Ton plat yin' (陰平 jam1 ping4)            | yīn píng 'Ton plat yin' (陰平 jam1 ping4)                     | gāo píng 'Ton plat aigu' (高平 gou1 ping4)      | shàng píng 'Ton plat supérieur' (上平 soeng6 ping4)      |
| 2      | yīn shăng 'Ton montant yin' (陰上 jam1 soeng5)     | yīn shăng 'Ton montant yin' (陰上 jam1 soeng5)       | yīn shăng 'Ton montant yin' (陰上 jam1 soeng5)                | gāo shăng 'Ton montant aigu' (高上 gou1 soeng5) | shàng shăng 'Ton montant supérieur' (上上 soeng6 soeng5) |
| 3      | yīn qù 'Ton qù yin' (陰去 jam1 heoi3)              | yīn qù 'Ton qù yin' (陰去 jam1 heoi3)                | yīn qù 'Ton qù yin' (陰去 jam1 heoi3)                         | gāo qù 'Ton qù aigu' (高去 gou1 heoi3)          | shàng qù 'Ton qù supérieur' (上去 soeng6 heoi3)          |
| 4      | yáng píng 'Ton plat yang' (陽平 joeng4 ping4)      | yáng píng 'Ton plat yang' (陽平 joeng4 ping4)        | yáng píng 'Ton plat yang' (陽平 joeng4 ping4)                 | dì píng 'Ton plat grave' (低平 dai1 ping4)      | xià píng 'Ton plat inférieur' (下平 haa6 ping4)          |
| 5      | yáng shăng 'Ton montant yang' (陽上 joeng4 soeng5) | yáng shăng 'Ton montant yang' (陽上 joeng4 soeng5)   | yáng shăng 'Ton montant yang' (陽上 joeng4 soeng5)            | dì shăng 'Ton montant grave' (低上 dai1 soeng5) | xià shăng 'Ton montant inférieur' (下上 haa6 soeng5)     |
| 6      | yáng qù 'Ton qù yang' (陽去 joeng4 heoi4)          | yáng qù 'Ton qù yang' (陽去 joeng4 heoi4)            | yáng qù 'Ton qù yang' (陽去 joeng4 heoi4)                     | dì qù 'Ton qù grave' (低去 dai1 heoi5)          | xià qù 'Ton qù inférieur' (下去 haa6 heoi5)              |
| 7      | yīn rù 'Ton rù yin' (陰入 jam1 jap6)               | gāo yīn rù 'Ton rù yin aigu' (高陰入 gou1 jam1 jap6) | shàng yīn rù 'Ton rù yin supérieur' (上陰入 soeng6 jam1 jap6) | gāo rù 'Ton rù aigu' (高入 gou1 jap6)           | shàng rù 'Ton rù supérieur' (上入 soeng6 jap6)           |
| 8      | zhōng rù 'Ton rù neutre' (中入 zung1 jap6)         | dī yīn rù 'Ton rù yin grave' (低陰入 dai1 jam1 jap6) | xià yīn rù 'Ton rù yin inférieur' (下陰入 haa6 jam1 jap6)     | zhōng rù 'Ton rù médiumnique' (中入 zung1 jap6) | zhōng rù 'Ton rù intermédiaire' (中入 zung1 jap6)        |
| 9      | yáng rù 'Ton rù yang' (陽入 joeng4 jap6)           | yáng rù 'Ton rù yang' (陽入 joeng4 jap6)             | yáng rù 'Ton rù yang' (陽入 joeng4 jap6)                      | dì rù 'Ton rù grave' (低入 dai1 jap6)           | xià rù 'Ton rù inférieur' (下入 haa6 jap6)               |

## La catégorie derù
La catégorie de rù est en effet l'origine des numéros 7 à 9 dans certains systèmes de romanisation du cantonais (par exemple la romanisation de l'Institut d'éducation). En réalité, les contours des tons 7, 8 et 9 sont identiques à ceux des tons 1, 3 et 6.
Ces tons dits rù désignent effectivement un syllabe dont la finale est une occlusive non nasale. En cantonais, ce dernier peut être la consonne /p/, /t/ ou /k/. En linguistique, on dit que cette catégorie n'existe que « pour les nécessités de la poésie ».
| Contour de ton (ton linguistique) | Syllabes avec une finale occlusive non nasale | Syllabes avec une finale occlusive non nasale | Autres syllabes | Autres syllabes |
| Contour de ton (ton linguistique) | Ton                                           | Exemple                                       | Ton             | Exemple         |
| --------------------------------- | --------------------------------------------- | --------------------------------------------- | --------------- | --------------- |
| 1 (˥ / ˥˧)                        | 7                                             | 色 sik7                                       | 1               | 詩 si1          |
| 2 (˧˥)                            | NC                                            | NC                                            | 2               | 史 si2          |
| 3 (˧)                             | 8                                             | 鍚 sek8                                       | 3               | 試 si3          |
| 4 (˨˩ / ˩)                        | NC                                            | NC                                            | 4               | 時 si4          |
| 5 (˩˧)                            | NC                                            | NC                                            | 5               | 市 si5          |
| 6 (˨)                             | 9                                             | 食 sik9                                       | 6               | 是 si6          |

En réalité ce système de neuf tons n'est pas suffisant pour représenter toutes les possibilités dans la langue parlée. Par exemple, le contour de ton 2 avec une finale non nasale est très commun ; le contour de ton 4 avec une finale non nasale existe aussi dans plusieurs onomatopées. Pour réfléter cette réalité, on peut réviser le tableau ci-dessus ainsi :
| Contour de ton (ton linguistique) | Syllabes avec une finale occlusive non nasale | Syllabes avec une finale occlusive non nasale | Autres syllabes | Autres syllabes |
| Contour de ton (ton linguistique) | Ton                                           | Exemple                                       | Ton             | Exemple         |
| --------------------------------- | --------------------------------------------- | --------------------------------------------- | --------------- | --------------- |
| 1 (˥ / ˥˧)                        | 7                                             | 色 sik1                                       | 1               | 詩 si1          |
| 2 (˧˥)                            | 9-2                                           | 碟 dip2 'plat'                                | 2               | 史 si2          |
| 3 (˧)                             | 8                                             | 鍚 sek3                                       | 3               | 試 si3          |
| 4 (˨˩ / ˩)                        | NC                                            | gut4 (onomatopée)                             | 4               | 時 si4          |
| 5 (˩˧)                            | NC                                            | NC                                            | 5               | 市 si5          |
| 6 (˨)                             | 9                                             | 食 sik6                                       | 6               | 是 si6          |

## Effets sur les paroles
Contrairement au cas du mandarin, où on généralement ignore tous les tons, les tons de cantonais exercent un important effet sur l'écriture de paroles, particulièrement sur celles de chansons populaires.
Si le parolier ne tient compte de la tonalité inhérente du texte, la vraie mélodie peut perturber le sens du texte. Dans ce cas, on dit que le texte du parole ne s'accorde pas à la mélodie (唔啱音, cantonais Jyutping : m4 aam1 jam1). Cette question de l'accord (叶音, cantonais Jyutping : hip6 jam1) résulte du fait que la tonalité du texte en cantonais constitue une mélodie prévue, avec qui la vraie mélodie du chanson interagit toujours.
Les tons montants (c'est-à-dire la catégorie de shăng) sont les plus difficiles.
Les tons rù présentent les difficultés particulières aussi. En raison de ses brièvetés inhérentes, il est inapproprié de mettre un mot rù sur un note avec une longue durée. Ce dernier peut provoquer aussi une perturbation de sens perçu.